# Castianeira obscura
Castianeira obscura är en spindelart som beskrevs av Eugen von Keyserling 1891. Castianeira obscura ingår i släktet Castianeira och familjen flinkspindlar. Inga underarter finns listade.